# Keila község
Keila község (észtül Keila vald) közigazgatási egység volt Észtország Harju megyéjében. Székhelye Keila város volt, amely azonban nem tartozott a községhez. Területe 1179,52  km2 volt. Észtország északi partvidékén, a Finn-öböl mentén helyezkedett el. 1992. szeptember 10-én hozták létre és a 2017-es észtországi közigazgatási reformmal szüntették meg. A község településeit az akkor létrehozott Lääne-Harju községhez csatolták.
Nyugaton Padise község és Paldiski város, keleten Harku község, Keila város és Saue község határolta, míg délről Kernu községgel volt szomszédos. A 2011-es népszámlálás idején a község lakossága 5318 fő volt, ebből 4100-an (77,1%) észt nemzetiségű. A községben 3381-en éltek falvakban, 1937-en városi jellegű településeken. A falvak lakosságának 90,7%-a, a városoknak pedig 53,4%-a volt észt nemzetiségű. A korábbi,  2000-es észtországi népszámlálás idején a községnek 3847 lakosa volt, ezek 67%-a volt  észt nemzetiségű. 2017-es megszűnésekor 4810 lakosa volt.

## Települések

### Városi jellegű települések
- Karjaküla
- Klooga
- Keila-Joa

### Falvak
- Illurma
- Keelva
- Kersalu
- Kloogaranna
- Kulna
- Käesalu
- Laoküla
- Laulasmaa
- Lehola
- Lohusalu
- Maeru
- Meremõisa
- Nahkjala
- Niitvälja
- Ohtu
- Põllküla
- Tuulna
- Tõmmiku
- Valkse

## Községi elöljárók
- Lembit Puusepp (1990–1995)
- Vello Toomik (1995–1996)
- Peeter Ello (1996)
- Vello Toomik (1996–1997)
- Tiit Mae (1997–2003)
- Lea Papp (2003–2005)
- Kadri Kreisman (2005–2009)
- Kadri Tillemann (2009–2010)
- Jaan Alver (2010–2011)
- Kalev Laast (2011–2013)
- Peeter Schneider (2013–2014)
- Jaan Alver (2014–2017)